# ولاد منصور (ولاد عبد الله)
ولاد منصور هو دُوَّار يقع بجماعة الصفافعة، إقليم سيدي سليمان، جهة الرباط سلا القنيطرة في المملكة المغربية. ينتمي الدوّار لمشيخة ولاد عبد الله التي تضم 11 دوار. يقدر عدد سكانه بـ 728 نسمة حسب الإحصاء الرسمي للسكان والسكنى لسنة 2004.

## روابط خارجية
- البوابة الوطنية للجماعات الترابية
- المندوبية السامية للتخطيط